# Rhaponticum chinense
Rhaponticum chinense es una especie de planta herbácea del género Rhaponticum de la familia Asteraceae. Es un endemismo estricto de China donde está conocida comúnmente como 华漏芦, hua lou lu.

## Descripción
Se trata de una planta herbácea de unos 60-120 cm de altura, con tallo erecto ramificado o, más ocasionalmente no ramificado, escasamente aracnoideo, glabrescente o glabro. Las hojas medias, de 6-15 por 1-7,5 cm, son pecioladas, enteras, ovaladas a lanceoladas, escabridas, glanduliferas y de márgenes dentado/serrado. Las hojas superiores son, ellas, sentadas a subsentadas, y, por el resto, similares a las medias, pero cada vez más pequeñas hacia arriba. El pedúnculo floral está hinchado por debajo del involucro que es cupuliforme, con 5-7 filas de brácteas tintadas de purpúreo, de márgenes estrechamente escariosas y de ápice redondeado a obtuso. Los flósculos, con la corola de 2-3 cm de largo, son de color rosado a purpúreo. Las cipselas son estrechamente elipsoides, de 5-8 mm de largo y con un vilano de pelos escabridos de color pardo oscuro de unos 1-1,5 cm. 

## Distribución geográfica y hábitat
Es una especie estrictamente endémica de China. Crece en praderas, matorrales, bosques y sus bordes, desde 300 hasta 1400 m de altitud. Florece y fructifica de julio a octubre.

## Taxonomía
Rhaponticum chinense fue descrito primero por Spencer Le Marchant Moore como Serratula chinensis y publicado en  Journal of Botany, British and Foreign. London, vol. 13, p. 228, 1875, 1875 y posteriormente atribuido al género Klasea, como Klasea chinensis, por Masao Kitagawa y publicado en Neo-Lineamenta Florae Manshuricae, vol. 1979, p. 654, 1979; más tarde, la especie se atribuyó al género, monotípico, de nueva creación Klaseopsis por Ludwig Martins y publicado en Taxón, vol. 55(4), p. 974, 2006 y, enfín, asignado al género Rhaponticum por el mismo Ludwig Martins y Oriane Hidalgo y publicado en Botanical Journal of the Linnean Society, vol. 152, p. 461, 2006.
Etimología
- Rhaponticum: del Latín, construido a partir de los vocablos Rha, del griego Ρά, el Río Volga, y Pontīcus, -a, -um, el Ponto Euxino era, según Dioscórides, una planta de raíz negra del mar Negro y regiones limítrofes que, en el Pseudo Dioscórides, los romanos llamaron rhâ Pónticoum, y unos autores prelinneanos consideraron que ciertas especies de Rhaponticum correspondían a dicho rhâ Pónticoum romano.[9][10]
- chinense: de sentido evidente; en alusión a su origen, China.

Sinonimia
- Serratula chinensis S.Moore, 1875
- Klasea chinensis (S. Moore) Kitag., 1979
- Klaseopsis chinensis (S.Moore) L.Martins, 2006[1]

Taxones infraespecíficos
- Rhaponticum chinense var. chinense
- Rhaponticum chinense var. missionis (Lév.) L.Martins - basiónimo: Centaurea missionis Lév., 1910[1]

## Citología
Número de cromosomas: 2n = 26.